# 水落芳明
水落 芳明（みずおち よしあき、1964年（昭和39年）6月12日 - ）は、日本の教育学者、教育者。上越教育大学教授。専門は臨床教科教育学・教育工学。

## 略歴
群馬県生まれ。群馬県立沼田高等学校を経て、1988年3月、都留文科大学文学部初等教育学科を卒業。2003年3月に上越教育大学大学院学校教育研究科を、2008年3月に兵庫教育大学大学院連合学校教育学研究科を修了。同年、博士（学校教育学）（兵庫教育大学）。
1988年から2008年までの20年間、群馬県と新潟県の小中学校で教鞭を執った後、2008年4月に上越教育大学教職大学院准教授となる。2013年4月に教授、2013年11月より学長補佐、2017年４月からは学長特別補佐をつとめている。また並行して、2010年10月より兵庫教育大学大学院連合学校教育学研究科（博士課程）准教授、2013年4月より同教授をつとめている。

## 著書
（すべて阿部隆幸との共著）
- 『成功する『学び合い』はここが違う!』学事出版、2014。
- 『だから、この『学び合い』は成功する！』学事出版、2015。
- 『開かれた『学び合い』はこれで成功する!』学事出版、2016。